# Rudolfův kámen
Rudolfův kámen (německy Rudolfstein) je 484 metrů vysoký pískovcový kopec v Českosaském Švýcarsku.
Leží severně od Jetřichovic, odkud na něj přes Mariinu vyhlídku a Vilemíninu stěnu vede evropská dálková trasa E3 mající podobu červené turistické značky a dále pokračující k Malé Pravčické bráně a Pravčické bráně.

## Název

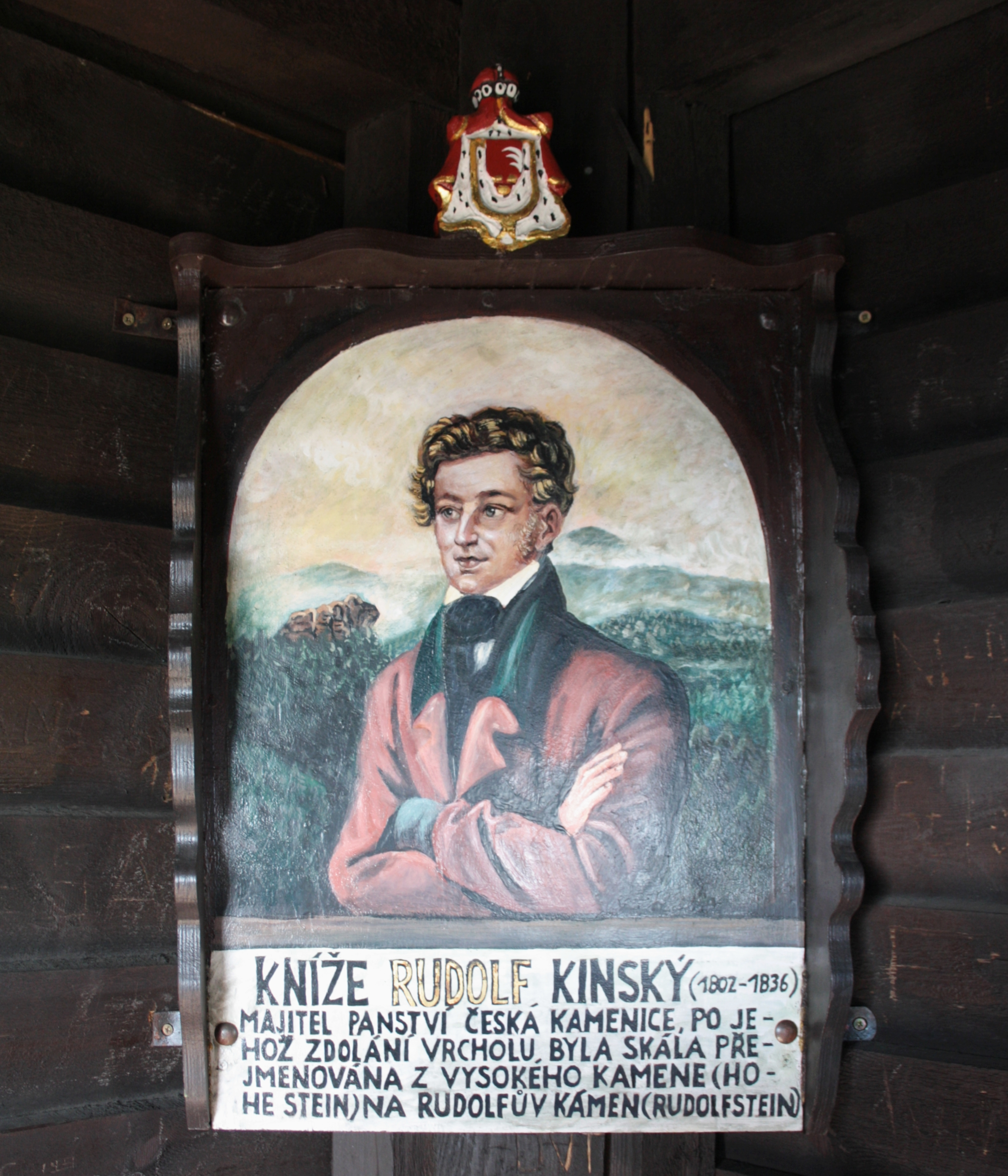
Kníže Rudolf v přístřešku

Vrchol původně nesl název Ostroh, nebo též Hoher Stein a to až do roku 1824, kdy na kopec ve svých 22 letech vystoupil Rudolf Kinský. Knížeti se vyhlídka zalíbila natolik, že zde nechal vybudovat přístřešek, a od té doby nese kopec jeho název.
Po nástupu komunistického režimu byl vrchol přejmenován. Nejprve na začátku 50. let 20. století na Jetřichovický kámen a ještě v témže desetiletí pak na staronový název Ostroh. Tento název kopce vydržel až do vydání státní mapy v roce 2008.